# 多鱗擬雀鯛
多鱗擬雀鯛（學名：Pseudochromis lugubris）為鱸形目鱸亞目擬雀鯛科的其中一種，為熱帶海水魚，分布於西太平洋巴布亞紐幾內亞海域，深度6-15公尺，本魚體延長而側扁，背鰭硬棘3枚；背鰭軟條26-27枚；臀鰭硬棘3枚；臀鰭軟條14枚，體長可達8.2公分，棲息在珊瑚礁區礁坡或洞穴，生活習性不明。

## 擴展閱讀
維基物種上的相關：多鱗擬雀鯛